# 费尔德山国家公园
费尔德山国家公园是澳大利亚塔斯马尼亚州中部的一座国家公园，位于首府霍巴特西北方向64公里。景观多样化，从桉树温带雨林到高山沼泽，其最高点为海拔1,434米的费尔德山。

## 历史
费尔德山国家森林公园建立于1916年，与弗雷西内国家公园一起为塔斯马尼亚最老的国家公园。罗素瀑布（Russell Falls）周边区域自从1885年来开始被保护，为塔斯马尼亚最早的自然保护区。最后的一只野生袋狼于1933年在该区域被捕获。1946年之前保护区被称为“国家公园”，1947年开始更名为如今的名字。

## 地理
在更新世期间，费尔德山顶部覆盖着雪原，周边的山谷是冰川。一条长大12公里的大冰川形成了宽大的河谷和山谷。众多的湖泊由冰川冲刷而成。

## 动物
该公园有很多本土的塔斯马尼亚动物，包括袋熊、鸭嘴兽、东袋狸和袋獾。